# Koryto (nádoba)

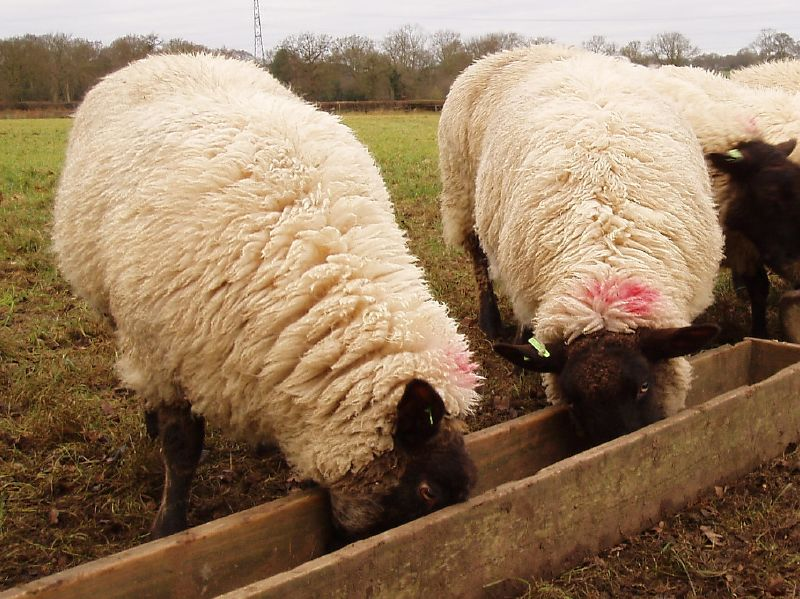
Ovce u koryta

Koryto nebo žlab je vytesáno z kamene, dřeva nebo určitého kovu a slouží k podávání potravy zvířatům (například ve stájích). Koryta jsou nejčastěji používána pro hospodářská zvířata, ale zároveň se vystavují v přírodních rezervacích pro divokou zvěř.
Koryto může být také křesťanským symbolem propojovaným s narozením Ježíše Krista. Jeho matka Maria totiž podle Lukášova evangelia byla donucena porodit ve chlévě v Betlému a uložila poté novorozence do jeslí.

## Galerie

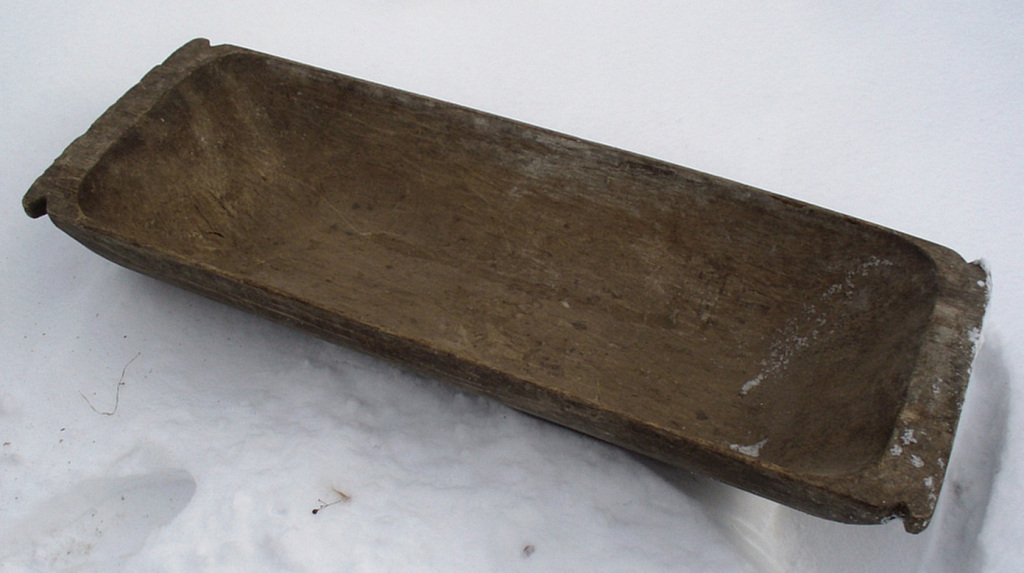
Historické dřevěné korýtko
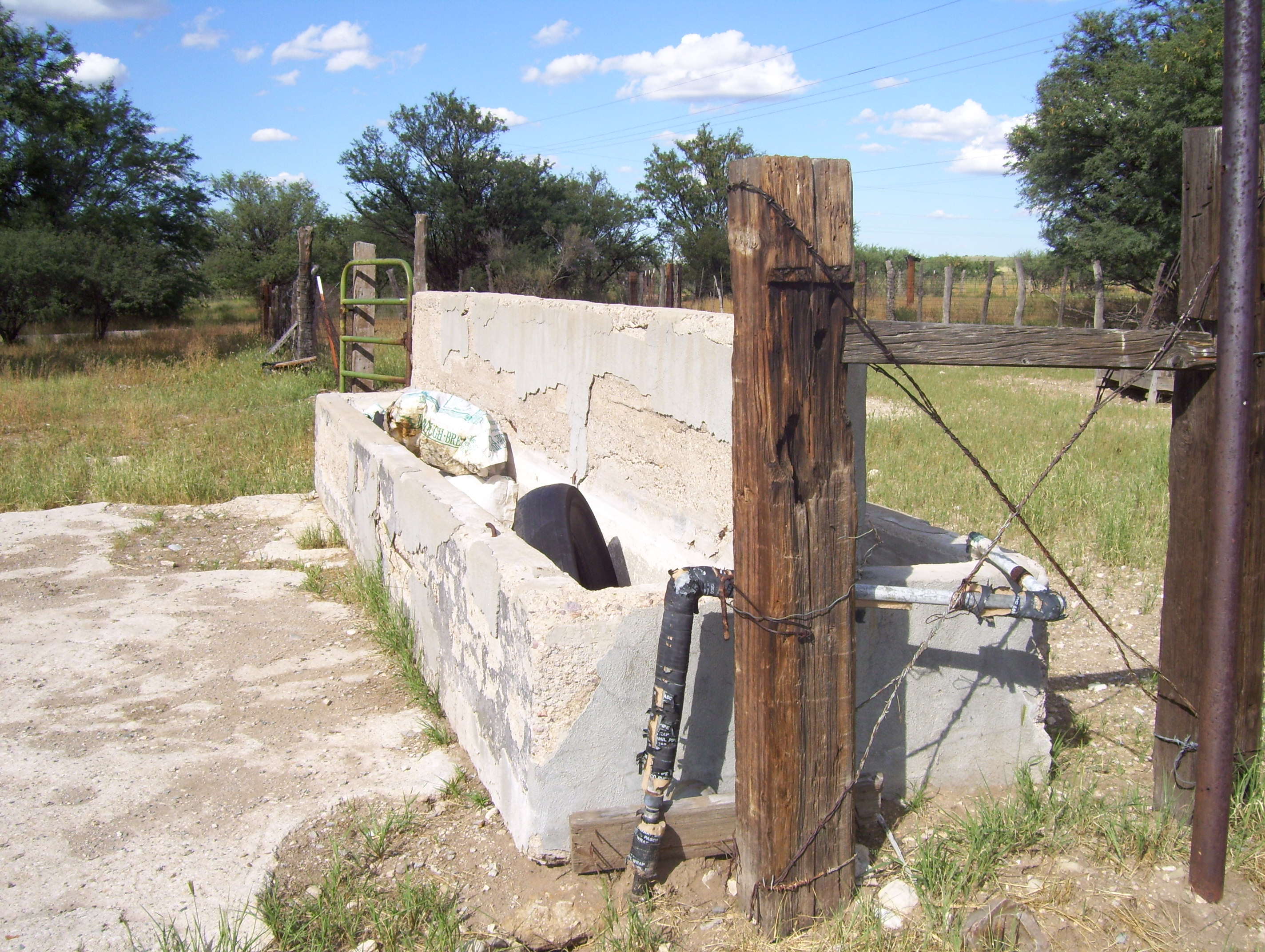
Moderní kamenné koryto v blízkosti Empire Ranch v Arizoně
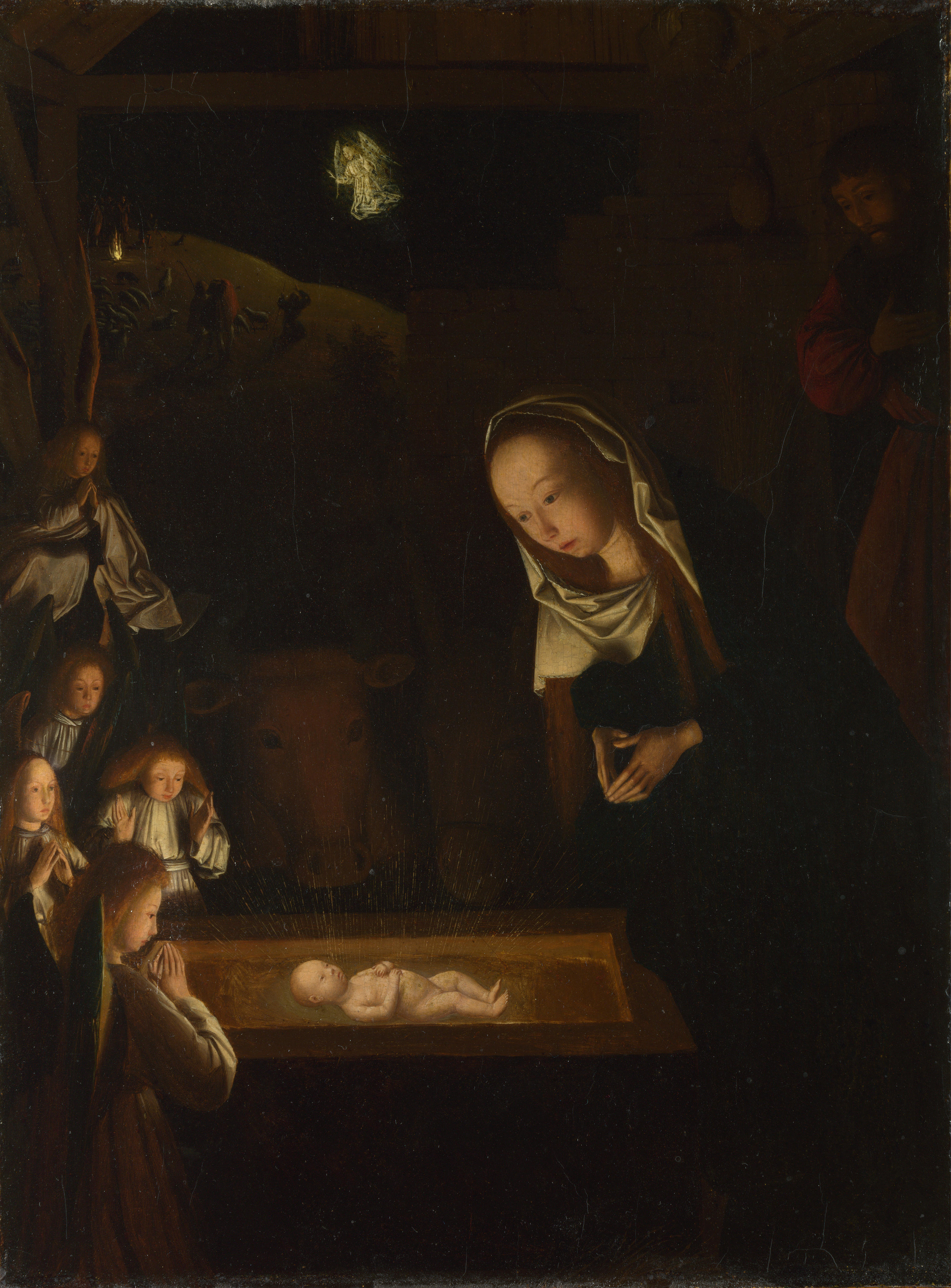
Ježíš jako nemluvně v korytě na obraze Noční Zrození od Geertgena tot Sint Janse, cca 1490